# Bagirmi jezik
Bagirmi jezik (ISO 639-3: bmi), nilsko-sahartski jezik iz Čada. Govori ga oko 44 800 ljudi (1993 popis), pripadnici naroda Bagirmi; nešto i u Nigeriji. Postoji više dijalekata, a glavni su gol, kibar, bangri i dam.
Bagirmnijski je glavni jezik istoimene podskupine bagirmi koja obuhvaća ukupno 8 jezika. Jezik je i starog carstva Bagirmi, a njime se služe i mnogi ljudi kao drugim jezikom (trgovina), a nameće se i kao prvi jezik među susjedne etničke skupine. 
U upotrebi je i čadski arapski [shu].

## Vanjske poveznice
- Ethnologue (14th)
- Ethnologue (15th)